# Morze terytorialne
Morze terytorialne (ang. territorial sea) – wody terytorialne, pas wód wraz z wodami przybrzeżnymi, na którym obowiązuje prawodawstwo i władza państwa, do którego należy dany odcinek wybrzeża.

## Charakterystyka
Pod względem prawnym status morza terytorialnego nie różni się od statusu terytorium lądowego państwa nadbrzeżnego (stanowiąc część terytorium danego kraju), z wyjątkiem obowiązywania na tym morzu prawa nieszkodliwego przepływu. W skład terytorium państwa (wód terytorialnych), poza morzem terytorialnym, mogą wchodzić wody wewnętrzne (morskie wody wewnętrzne) i wody archipelagowe (w przypadku państw archipelagowych). Szerokość pasa morza terytorialnego nie może przekroczyć 12 mil morskich (art. 3 konwencji o prawie morza) od linii podstawowej. W pasie wód morza terytorialnego wszystkie statki (statki handlowe, rybackie, sportowe i inne, w tym pozostające w niehandlowej służbie państwowej, jak okręty, statki straży granicznej) mogą korzystać z prawa nieszkodliwego przepływu (bez potrzeby uzyskania zezwolenia czy notyfikacji – patrz: konwencja genewska o morzu terytorialnym i strefie przyległej i wyrok Międzynarodowego Trybunału Sprawiedliwości w sprawie Cieśniny Korfu z 1949 r.).
Współcześnie szerokość morza terytorialnego prawie 95% państw nadbrzeżnych mieści się w wartości 12 mil morskich, w tym 140 państw utrzymuje jako zasadę 12-milowe morze terytorialne, a 4 państwa mniejszą szerokość. Pozostałe 5% państw utrzymuje większą niż dopuszczalna przez prawo międzynarodowe szerokość morza terytorialnego.
Na zewnątrz morza terytorialnego jest strefa przyległa.
Polska i wszystkie państwa nadbałtyckie utrzymują jako zasadę 12-milowe morze terytorialne. Długość polskiej granicy morza terytorialnego (państwa na morzu) wynosi łącznie 440 km, w tym 22,4 km z Niemcami, 395 km z morzem pełnym (wyłączną strefą ekonomiczną) i 22,3 km z Federacją Rosyjską. Powierzchnia Polski obejmuje 322 575 km², w tym powierzchnia obszaru lądowego Polski – 311 888 km², obszaru morskich wód wewnętrznych – 2005 km² oraz morza terytorialnego – 8682 km².
Na zewnątrz od granic państwa (granicy morza terytorialnego) rozciąga się wyłączna strefa ekonomiczna, która jest obszarem międzynarodowym z pewnymi prawami zastrzeżonymi na rzecz państwa nadbrzeżnego (wyłączne prawo eksploatacji zasobów żywych i nieożywionych, badań naukowych, ochrony środowiska i budowania sztucznych wysp, konstrukcji i instalacji). Poza wymienionymi prawami wszystkie pozostałe państwa w wyłącznej strefie ekonomicznej korzystają na równych zasadach z wolności morza pełnego, w tym wolności żeglugi morskiej i powietrznej oraz układania kabli, rurociągów itp.

## Morze terytorialne RP
Morzem terytorialnym Rzeczypospolitej Polskiej jest obszar wód morskich o szerokości 12 mil morskich (22 224 m), liczonych od linii podstawowej tego morza. Stanowi ją linia najniższego stanu wody wzdłuż wybrzeża lub zewnętrzna granica morskich wód wewnętrznych. Do morza terytorialnego zalicza się także redy położone całkowicie lub częściowo poza tą granicą, jeśli odbywa się w tych redach załadunek, wyładunek i kotwiczenie statków. Ich granice zostały określone rozporządzeniem Rady Ministrów z dnia 22 lutego 1995 r. w sprawie ustalenia granicy redy dla portów morskich w Świnoujściu i Szczecinie. 
Dokładny przebieg granicy morza terytorialnego określa Rozporządzenie Rady Ministrów z dnia 13 stycznia 2017 r. w sprawie szczegółowego przebiegu linii podstawowej, zewnętrznej granicy morza terytorialnego oraz zewnętrznej granicy strefy przyległej Rzeczypospolitej Polskiej.
Morze terytorialne stanowi część terytorium Rzeczypospolitej Polskiej.